# 도시계획법
도시계획법은 도시의 개발 ․ 정비 ․ 관리 ․ 보전 등을 위한 도시계획의 수립 및 집행에 관하여 필요한 사항을 규정함으로써 공공의 안녕질서를 보장하고 공공복리를 증진하며 주민의 삶의 질을 향상하게 함을 목적으로 하는 대한민국의 법률이다. 1962년 1월 20일 법률 제983호로 제정·공포되었고 2002년 2월 24일 법률 제6655호로 폐지되어 「국토이용관리법」과 더불어 「국토의 계획 및 이용에 관한 법률」(제정 2002.2.4 법률 제6655호)로 통합되었다.